# Manhatta
Manhatta é um filme-documentário em curta-metragem de 1921 estadunidense, dirigido por Charles Sheeler e Paul Strand. Em 1995, foi selecionado como "significantemente cultural" pela Biblioteca do Congresso e pela National Film Registry.